# Real Federación Española de Natación
La Real Federación Española de Natación (RFEN) es la entidad encargada de organizar los deportes acuáticos en España, integrando a las federaciones autonómicas de deportes acuáticos, clubes deportivos, deportistas, jueces, delegados técnicos y entrenadores que se dedican a los deportes de su competencia agrupados en esta federación.
Es miembro de la Federación Internacional de Natación (FINA) y de la Liga Europea de Natación (LEN), cuyos estatutos acepta y se obliga a cumplir, y a las que representa en España con carácter exclusivo. Asimismo, forma parte de las 30 federaciones olímpicas del Comité Olímpico Español (COE), en calidad de federación con especialidades deportivas olímpicas.

## Historia
Las actividades acuáticas en España se presentaban como un deporte de ocio, mayoritariamente de nula competitividad. Sin embargo, a finales del siglo XIX y principios del siglo XX esto cambió bajo la influencia de dos señores, el francés Bernat Picornell y el catalán Manuel Solé. El primero se trajo la experiencia de haber competido en natación y en waterpolo, y el segundo destacaba en la práctica deportiva de forma precursora. 
A través del interés deportivo Picornell conoció a Solé (propietario del Gimnasio Solé) y ambos fundaron el primer club de natación en la historia de España, se trata del Club Natació Barcelona. Pronto se fundarían más clubes por la zona como el Club Natació Athlètic, el Club Natació Barceloneta (actual Club Natació Athlètic-Barceloneta) o el Club Natació Sabadell. Tanto la natación como el waterpolo no tardaron en agrandar su importancia en la sociedad, y pronto se vio varias fundaciones de clubs que incentivaban la práctica de estos deportes por el resto de la geografía española.
Los grandes progresos técnicos y los buenos resultados del CN Barcelona en sus encuentros a nivel internacional hicieron brotar las ilusiones de participar, por primera vez, en unas Olimpiadas representando de manera integra a España. La participación en los Juegos Olímpicos de Amberes 1920 era una meta a lograr, pero un cambio en el reglamento de participación por parte del COI obligaba a todos los atletas participantes a estar amparados por sus respectivas federaciones nacionales. Es por este motivo por la cual nace, el 19 de abril de 1920, la Federación Española de Natación Amateur constituida por varios clubs de la costa Este de España, siendo Jaume Mestres Fossas en calidad de presidente.
Un año después, el 25 de febrero de 1921, surgió la primera federación regional, la Federación de Natación de Cataluña, a manos del Club Natació Barcelona, el Club Natació Athlètic y el Club Natació Sabadell.

## Competencias
La RFEN ostenta la representación de España en las actividades y competiciones deportivas oficiales de carácter internacional celebradas dentro y fuera del territorio español. La RFEN se encarga de calificar y organizar las actividades y competiciones deportivas oficiales de ámbito nacional de estas especialidades deportivas. También es responsabilidad de la RFEN, organizar o tutelar las competiciones oficiales de carácter internacional de dichas especialidades celebradas en territorio nacional como Mundiales o Europeos.
Es competencia de la RFEN la elección de los deportistas que han de integrar las selecciones o equipos nacionales de los deportes de su competencia, así como los planes de preparación de los deportistas de alto nivel.

## Organización
La estructura jerárquica de la federación está conformada por el presidente, la Asamblea General y los presidentes de las federaciones autonómicas, el secretario, la Gerencia, la Junta Directiva y los comités técnicos.
Tiene su sede central en el Centro de Natación M-86 de Madrid y su presidente es, desde 2008, Fernando Carpena Pérez.

### Presidentes
| N.º | Periodo     | Nombre                                       |
| --- | ----------- | -------------------------------------------- |
| 1   | 1922-1968   | Bernat Picornell                             |
| 2   | 1968-1973   | Luis Benítez de Lugo (marqués de la Florida) |
| 3   | 1973-1984   | Enrique Landa Ugarte                         |
| 4   | 1984-1988   | Alfredo Flórez Plaza                         |
| 5   | 1988-1992   | Enrique Landa Ugarte                         |
| 6   | 1992-2004   | Rafael Blanco Perea                          |
| 7   | 2004-2008   | Juan Gerardo Konickx                         |
| 8   | 2008-actual | Fernando Carpena Pérez                       |

## Federaciones territoriales
La RFEN la componen 19 federaciones territoriales que se ocupan de la organización de las actividades acuáticas en las diferentes Comunidades autónomas de España.
- Andalucía: Federación Andaluza de Natación (FAN)

- Aragón: Federación Aragonesa de Natación (FANARAGON)
- Principado de Asturias: Federación Deportiva de la Natación Asturiana Delegación (FDNA)
- Canarias: Federación Canaria de Natación (FEDECANAT)
- Cantabria: Federación Cántabra de Natación (FCNAT)
- Castilla y León: Federación de Castilla y León de Natación (FENACYL)
- Castilla-La Mancha: Federación de Natación de Castilla-La Mancha (FNCLM)
- Cataluña: Federación Catalana de Natación / Federació Catalana de Natació (FCN)
- Ceuta: Federación de Natación de Ceuta
- Comunidad Valenciana: Federación de Natación de la Comunidad Valenciana (FNCV)
- Comunidad de Madrid: Federación Madrileña de Natación (FMN)
- Extremadura: Federación Extremeña de Natación (FEXN)
- Galicia: Federación Gallega de Natación (FEGAN)
- Islas Baleares: Federación Balear de Natación / Federació de Balear de Natació (FBN)
- La Rioja: Federación Riojana de Natación (FRN)
- Melilla: Federación Melillense de Natación
- Región de Murcia: Federación de Natación de la Región de Murcia (FNRM)
- Navarra: Federación Navarra de Natación (FNN)
- País Vasco: Federación Vasca de Natación / Euskadiko Igeriketa Federazioa (FVN)

## Especialidades deportivas
- Aguas abiertas
- Natación
- Natación artística
- Saltos
- Waterpolo

## Competiciones organizadas por la RFEN

### Aguas Abiertas
- Copa de España de Aguas Abiertas (Competición realizada por etapas -travesías- repartidas por la geografía española y de carácter puntuables donde el nadador/a con más puntos es proclamado campeón/a)
- Campeonato de España de Aguas Abiertas (Competición realizada, dependiendo del organizador o de la propia RFEN, en mar, lago o río)
- Campeonato de España de Larga Distancia (Competición realizada en piscina de 50 metros. Pruebas a realizar de 3 km y 5 km, dependiendo de la categoría del nadador)

### Natación
- Campeonato de España Absoluto Open de Primavera
- Campeonato de España Absoluto de Verano[7]
- Campeonato de España Absoluto de Invierno
- Copa de España de Clubes de Natación (Competición dividida por categorías, con ascensos y descensos: División de Honor, Primera División y Segunda División)
- Campeonato de España por Comunidades Autónomas (Competición por selecciones autonómicas. Categorías: Junior-Infantil. Alevín)
- Campeonatos de España Master de invierno y verano (Competición para nadadores mayores de 25 años, con la categoría premaster entre 20-24 años)
- Grand Prix Open (Circuito nacional de trofeos de natación)

### Natación Artística
- Campeonato de España Absoluto de Verano - Trofeo infantas de España de natación artística

### Saltos
- Campeonato de España Absoluto de Invierno Saltos
- Campeonato de España Absoluto de Verano Saltos
- Copa de España

### Waterpolo
- Liga Nacional de División de Honor
- Liga Nacional de Primera División
- Liga Nacional de Segunda División
- Copa del Rey de Waterpolo
- Supercopa de Waterpolo
- Liga Femenina
- Liga Nacional de Primera División Femenina
- Copa de la Reina de Waterpolo
- Supercopa femenina de waterpolo
- Copa de España Master Open de waterpolo